# رگا ریسرچ
رگا ریسرچ (انگلیسی: Rega Research) شرکت الکترونیک بریتانیایی است، که در سال ۱۹۷۳ تأسیس شد.